# Sabon Kafi
Sabon Kafi (auch Sabankafi, Sabonkafi, Sabonkaffi, Sabon Kaffi) ist ein Dorf in der Landgemeinde Olléléwa in Niger.

## Geographie
Das von einem traditionellen Ortsvorsteher (chef traditionnel) geleitete Dorf liegt auf einer Höhe von 473 m in der Landschaft Damergou. Es befindet sich etwa 20 Kilometer nordöstlich des Hauptorts Olléléwa der gleichnamigen Landgemeinde, die zum Departement Tanout in der Region Zinder gehört. Weitere bedeutende Dörfer und Weiler in der Umgebung von Sabon Kafi sind das etwa 9 Kilometer entfernte Koulan Karki im Osten, das etwa 11 Kilometer entfernte Dan Kamsa im Nordosten, das etwa 12 Kilometer entfernte Farara im Südwesten und das etwa 14 Kilometer entfernte Guidjigaoua im Nordwesten.
Sabon Kafi ist Teil der Übergangszone zwischen Sahara und Sahel. Die durchschnittliche jährliche Niederschlagsmenge beträgt hier zwischen 200 und 300 mm.

## Geschichte
Der Ortsname Sabon Kafi kommt aus der Sprache Hausa und bedeutet „neuer Ort“. Nordwestlich des Dorfs erhebt sich ein Inselberg, auf dem sich die Ruinen von Baban Birni befinden. Es handelt sich um Schutzmauern, die auf das Ende des ersten Jahrtausends zurückgehen, als die Proto-Hausa aus dem Aïr in den Süden zogen.

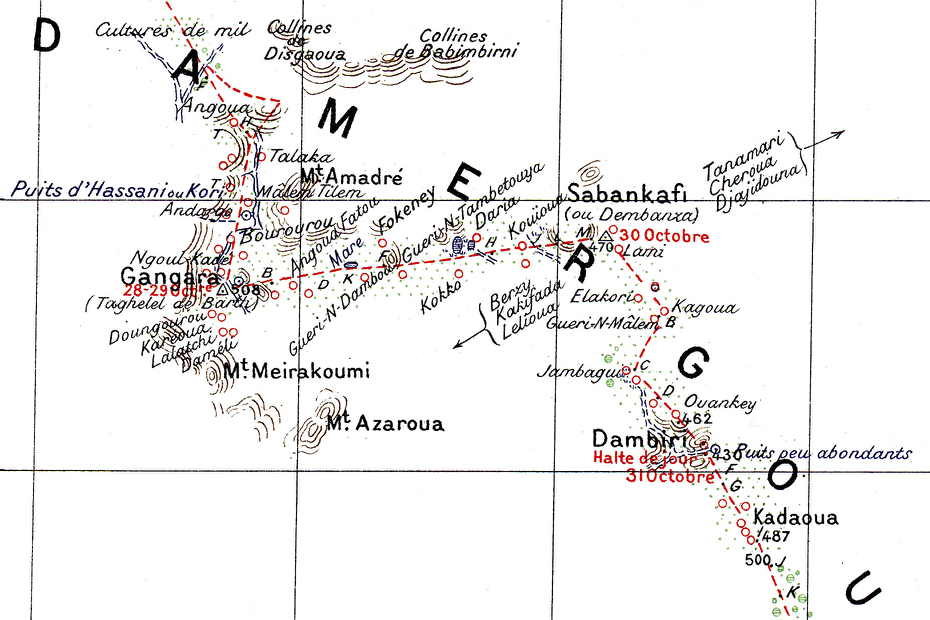
Karte der Route der Mission Foureau-Lamy durch den Damergou

Die französische Mission Foureau-Lamy erreichte Sabon Kafi am 30. Oktober 1899 nach einer Sahara-Durchquerung. Sie sollte die Ansprüche Frankreichs auf diesen noch nicht kolonisierten Teil Afrikas abstecken. Der Expeditionsleiter Fernand Foureau schilderte das Dorf als weitläufige Siedlung, die von einer Schutzmauer und mehreren ergiebigen Brunnen mit ausgezeichneter Wasserqualität umgeben war. Noch in einem deutschen Reisebericht aus dem Jahr 1960 wird Sabon Kafi beschrieben als „eine weitverzettelte Siedlung strohgelber Negerhütten, die golden aus dem Grase der Steppe leuchten, geschart um einen großen, strohgedeckten Getreidespeicher.“
Der staatliche Stromversorger NIGELEC schloss das Dorf im Jahr 2020 an sein Verbundnetz an.

## Bevölkerung
Bei der Volkszählung 2012 hatte Sabon Kafi 5389 Einwohner, die in 823 Haushalten lebten. Bei der Volkszählung 2001 betrug die Einwohnerzahl 4785 in 833 Haushalten und bei der Volkszählung 1988 belief sich die Einwohnerzahl auf 3780 in 820 Haushalten.
In der Siedlung leben Angehörige der Ethnie der Hausa. Es wird die Sprache Hausa gesprochen. Die Bevölkerungsdichte in diesem Gebiet ist mit 10 bis 20 Einwohnern je Quadratkilometer relativ gering.

## Wirtschaft und Infrastruktur

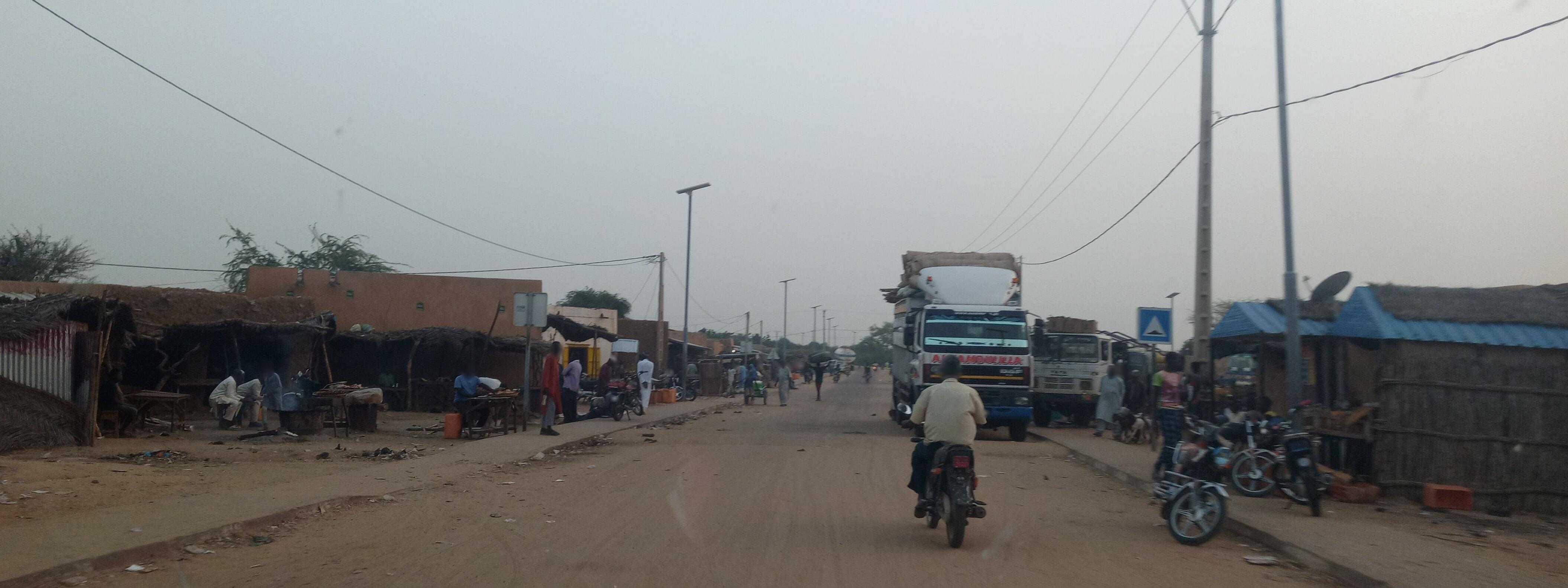
Nationalstraße 11 in Sabon Kafi (2023)

Die Bevölkerung bestreitet ihren Lebensunterhalt hauptsächlich durch Ackerbau. Die Siedlung liegt in einem Gebiet des Übergangs zwischen der Naturweidewirtschaft des Nordens und des Ackerbaus des Süden, was zu Landnutzungskonflikten führt. Eine Getreidebank wurde in den 1980er Jahren etabliert. In Sabon Kafi befindet sich ein Gesundheitszentrum einschließlich einer Entbindungsstation. Jeden Freitag wird ein Markt im Dorf abgehalten. Das staatliche Versorgungszentrum für landwirtschaftliche Betriebsmittel und Materialien (CAIMA) unterhält eine Verkaufsstelle im Ort. Der CEG Sabon Kafi ist eine Schule der Sekundarstufe des Typs Collège d’Enseignement Général. Die Niederschlagsmessstation in Sabon Kafi wurde 1981 in Betrieb genommen.
Beim Ort verläuft die Nationalstraße 11, über die man Richtung Norden nach rund 42 Kilometern die Stadt Tanout und Richtung Süden nach rund 43 Kilometern das Dorf Bakin Birgi erreicht. In Sabon Kafi zweigt die 366,6 Kilometer lange Nationalstraße 32 nach Keita ab. Es handelt sich in diesem Abschnitt um eine einfache Erdstraße.